# Manfred Wekwerth

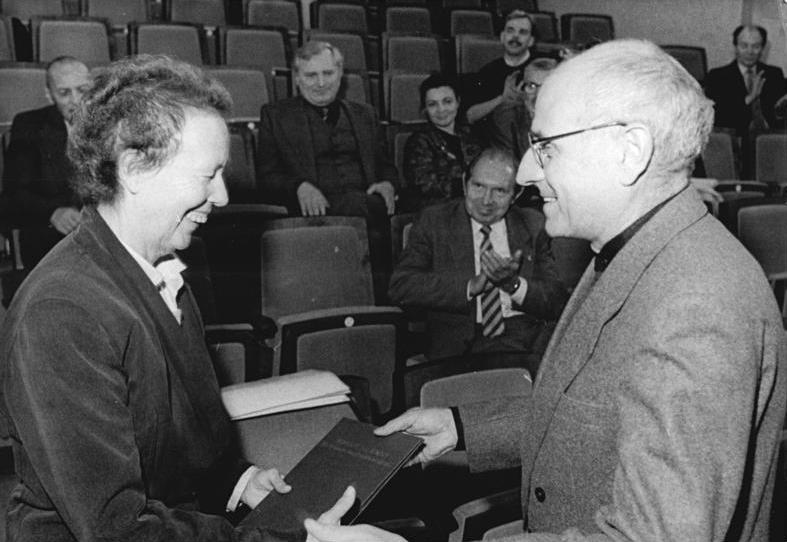
Manfred Wekwerth mit Ruth Berghaus, 1988

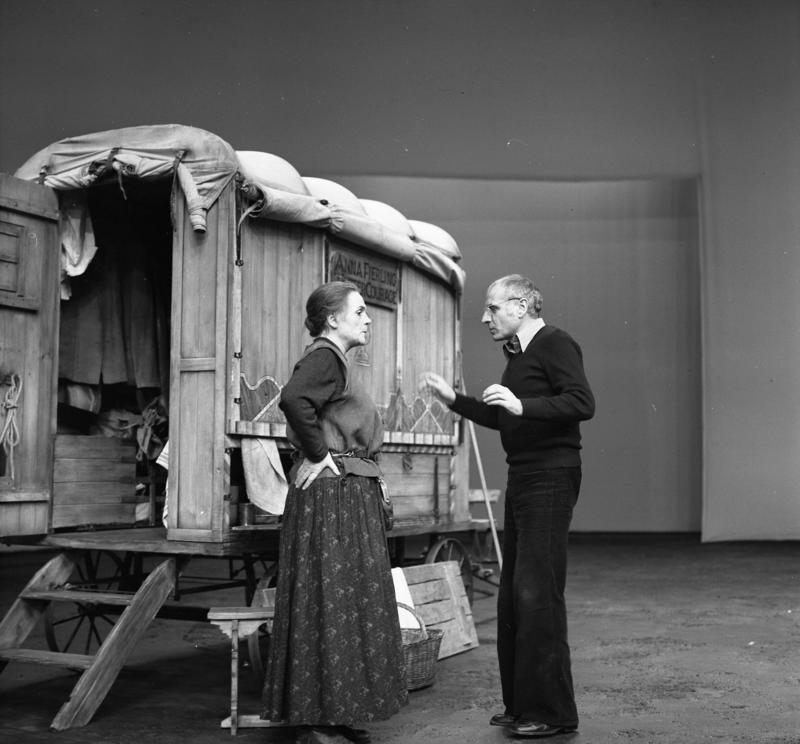
Manfred Wekwerth mit Gisela May bei den Proben zur Mutter Courage, 1978. Regie Peter Kupke

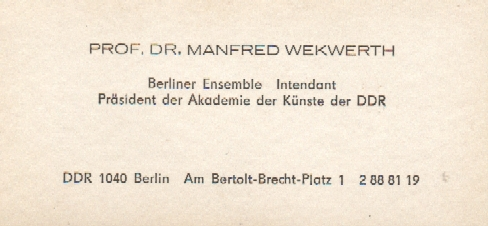
Visitenkarte von Manfred Wekwerth, 1988

Manfred Wekwerth (eigentlich Manfred Weckwerth; * 3. Dezember 1929 in Köthen, Freistaat Anhalt; † 16. Juli 2014 in Berlin) war ein deutscher Theaterregisseur. Von 1977 bis 1991 leitete er das Berliner Ensemble. Wekwerth war von 1982 bis 1990 Präsident der Akademie der Künste der DDR.

## Leben
Nach seiner Schulausbildung machte Wekwerth 1950/51 eine Ausbildung zum Neulehrer. Als Mitglied und Leiter einer Laienspielgruppe wurde er von Bertolt Brecht entdeckt, der zu dieser Zeit „junge Leute“ für sein Berliner Ensemble suchte. Ab 1951 arbeitete er unter Brecht am Berliner Ensemble als Regieassistent und Meisterschüler. 1953 war seine erste eigene Inszenierung Brechts Die Mutter am Neuen Theater in der Scala Wien.
Nach dem Tod Brechts war Wekwerth von 1960 bis 1969 Chefregisseur am Berliner Ensemble. Hier entstanden Inszenierungen unter anderem mit Joachim Tenschert und Peter Palitzsch.
1970 promovierte er an der Humboldt-Universität zu Berlin zum Thema „Theater und Wissenschaft“. Nach Arbeiten am Deutschen Theater war er von 1974 bis 1977 erster Direktor des Institutes für Schauspielregie in Berlin, das er zusammen mit Friedo Solter gründete. Dort wurde er zum Professor ernannt. 1977 löste er Ruth Berghaus als Intendant des Berliner Ensembles ab und blieb es bis 1991.
Von 1982 bis 1990 war Manfred Wekwerth Präsident der Akademie der Künste der DDR, in dieser Eigenschaft von 1986 bis 1989 auch Mitglied des ZK der SED.
Im Antieiszeitkomitee – seit 1990 tätig, heute als Zusammenschluss bei der Partei Die Linke –  arbeitete er von Beginn an mit.
Nach 1990 inszenierte er u. a. in Meiningen, am Burgtheater Wien, am neuen theater in Halle, am Theater des Ostens in Berlin und am Westdeutschen Tourneetheater.
2001 wurde er „Für seine Verdienste um das europäische Theater“ zum „Honorary Fellow of the Rose Bruford College London“ gewählt.
Seit 2005 arbeitete er an der Vertonung früher Brecht-Gedichte, gemeinsam mit der Rock-Band „EMMA (männlich)“.
Er arbeitete für die Zeitschriften Ossietzky und Das Argument.
Manfred Wekwerth war seit 1956 unter dem Decknamen „Manfred“ in verschiedenen Kategorien als Inoffizieller Mitarbeiter des MfS erfasst. So soll er in einem Bericht vom 14. Mai 1965 über sein Zusammentreffen mit Günter Grass geschrieben haben: „Für die DDR negativ wirkt sich die Stellung des Schriftstellers GRASS aus“. Wekwerth soll eine Stasi-Zuarbeit zeitlebens vehement bestritten haben.
Manfred Wekwerth war ab 1953 mit der Dokumentarfilmregisseurin Renate Wekwerth (geb. Meiners) verheiratet. Später mit der Schauspielerin Renate Richter. Ihre gemeinsame Tochter ist die Philosophin Christine Weckwerth. Manfred Wekwerth lebte in Berlin-Grünau.

## Inszenierungen
- 1953: Die Mutter am Neuen Theater in der Scala Wien
- 1959: Der aufhaltsame Aufstieg des Arturo Ui (mit Peter Palitzsch) am Berliner Ensemble
- 1961: Frau Flinz (mit Peter Palitzsch) am BE
- 1962: Die Tage der Commune (mit Joachim Tenschert) am BE
- 1964: Coriolan (mit Joachim Tenschert) am BE
- 1965: In der Sache J. Robert Oppenheimer am BE
- 1971: Coriolanus am National Theatre London (mit Joachim Tenschert)
- 1972: Leben und Tod Richard des Dritten am Deutschen Theater in Berlin
- 1973 – 1976: Schauspielhaus Zürich: Jegor Bulytschow und die anderen, Richard III., Der gute Mensch von Sezuan
- 1977: Galileo Galilei (mit Joachim Tenschert) am BE
- 1978: Großer Frieden (mit Joachim Tenschert) am BE
- 1980: Jegor Bulytschow am BE
- 1981: Die Dreigroschenoper (mit Konrad Zschiedrich) am BE
- 1982: Johann Faustus (mit Joachim Tenschert) am BE
- 1983: Wallenstein am Burgtheater Wien
- 1990: Der Prinz vom Homburg am Schauspielhaus Zürich
- 1989: Der Selbstmörder am BE
- 1992: Die Abenteuer des braven Soldaten Schwejk am BE
- 1996: Der gute Mensch von Sezuan am Meininger Theater
- 1999: Gefährliche Liebschaften am Theater des Ostens (Berlin)
- 2000: Jedermann am WTT
- 2002: Celestina am WTT

## Filme
- 1957: Katzgraben (Theateraufzeichnung)
- 1957: Herr Puntila und sein Knecht Matti (Studioaufzeichnung)
- 1958: Die Mutter (Theateraufzeichnung)
- 1961: Mutter Courage und ihre Kinder (Theateraufzeichnung)
- 1966: Die Tage der Commune (Theateraufzeichnung)
- 1966: Die Ermittlung (Theateraufzeichnung)
- 1971: Optimistische Tragödie (Fernsehfilm)
- 1973: Zement (Fernsehfilm, 2 Teile)
- 1974: Der aufhaltsame Aufstieg des Arturo Ui (Theateraufzeichnung)
- 1975: Die unheilige Sophia, Film des Fernsehens der DDR
- 1976: Leben und Tod Richard III. (Theateraufzeichnung)
- 1979: Happy End
- 1989: Großer Frieden (Theateraufzeichnung)
- 2019: Brecht (Fernsehfilm)

## Auszeichnungen
- 1959: Nationalpreis der DDR III. Klasse für Kunst und Literatur (zusammen mit Peter Palitzsch)
- 1960: Preis des Theaters der Nationen (Paris)
- 1960: Preis der Pariser Kritiker
- 1961: Nationalpreis der DDR (im Kollektiv)
- 1979: Vaterländischer Verdienstorden in Gold
- 1984: Karl-Marx-Orden
- 1989: Nationalpreis der DDR I. Klasse für Kunst und Literatur

## Werke
- 1958: Über Regiearbeit mit Laienkünstlern. VEB Friedrich Hofmeister, Musikverlag, Lizenz-Nr. 484-250/291/58, Leipzig
- 1967: Notate. Über die Arbeit des Berliner Ensembles 1956 bis 1966. Aufbau-Verlag und Suhrkamp Verlag
- 1973: Schriften – Arbeit mit Brecht. Henschelverlag Kunst und Gesellschaft
- 1974: Theater und Wissenschaft. Überlegungen für das Theater von heute und morgen. Verlag Carl Hanser, ISBN 978-3-446-11926-0
- 1982: Theater in Diskussion. Henschelverlag Kunst und Gesellschaft, Berlin.
- 2000: Erinnern ist leben. Eine dramatische Autobiographie. Faber & Faber, Leipzig, ISBN 978-3-932545-59-7
- 2004: Brecht-Theater – eine Chance für die Zukunft?
- 2004: Politisches Theater und Philosophie der Praxis oder Wie Brecht Theater machte. Ein Interview mit Manfred Wekwerth
- 2009: Mut zum Genuss: Ein Brecht-Handbuch für Spieler, Zuschauer, Mitstreiter und Streiter. Kai Homilius Verlag, Berlin, ISBN 978-3-89706-656-4
- 2015: Erinnern ist leben. Eine dramatische Autobiografie. Neues Leben, Berlin, ISBN 978-3-355-01827-2